# Shangba, Guizhou
Shangba (kinesiska: 上坝, 上坝土家族乡) är en sockenhuvudort i Kina. Den ligger i provinsen Guizhou, i den sydvästra delen av landet, omkring 260 kilometer norr om provinshuvudstaden Guiyang. Antalet invånare är 12 521. Befolkningen består av 6 282 kvinnor och 6 239 män. Barn under 15 år utgör 26,0 %, vuxna 15-64 år 63 %, och äldre över 65 år 10,0 %.